# Petr Mrázek
Petr Mrázek (* 14. Februar 1992 in Ostrava, Tschechoslowakei) ist ein tschechischer Eishockeytorwart, der seit Juni 2025 bei den Anaheim Ducks in der National Hockey League unter Vertrag steht. Zuvor war er in der NHL bereits zweinmal für die Detroit Red Wings sowie die Philadelphia Flyers, Carolina Hurricanes, Toronto Maple Leafs und Chicago Blackhawks aktiv.

## Karriere
Mrázek spielte während seiner Jugend für den HC Vítkovice Steel. Für den Klub spielte er unter anderem im U18- und U20-Team. In der Saison 2007/08 gab er sein Debüt in der Extraliga. Mit den beiden Juniorenteams gewann er 2009 in beiden Altersklassen beide die tschechische Meisterschaft. Zudem hatte er 2008 und 2009 die beste Fangquote aller Torhüter der U18-Extraliga aufgewiesen sowie 2009 auch den geringsten Gegentorschnitt. Im Sommer 2009 wurde er dann im CHL Import Draft 2009 in der ersten Runde an 30. Stelle von den Ottawa 67’s aus der Ontario Hockey League ausgewählt.

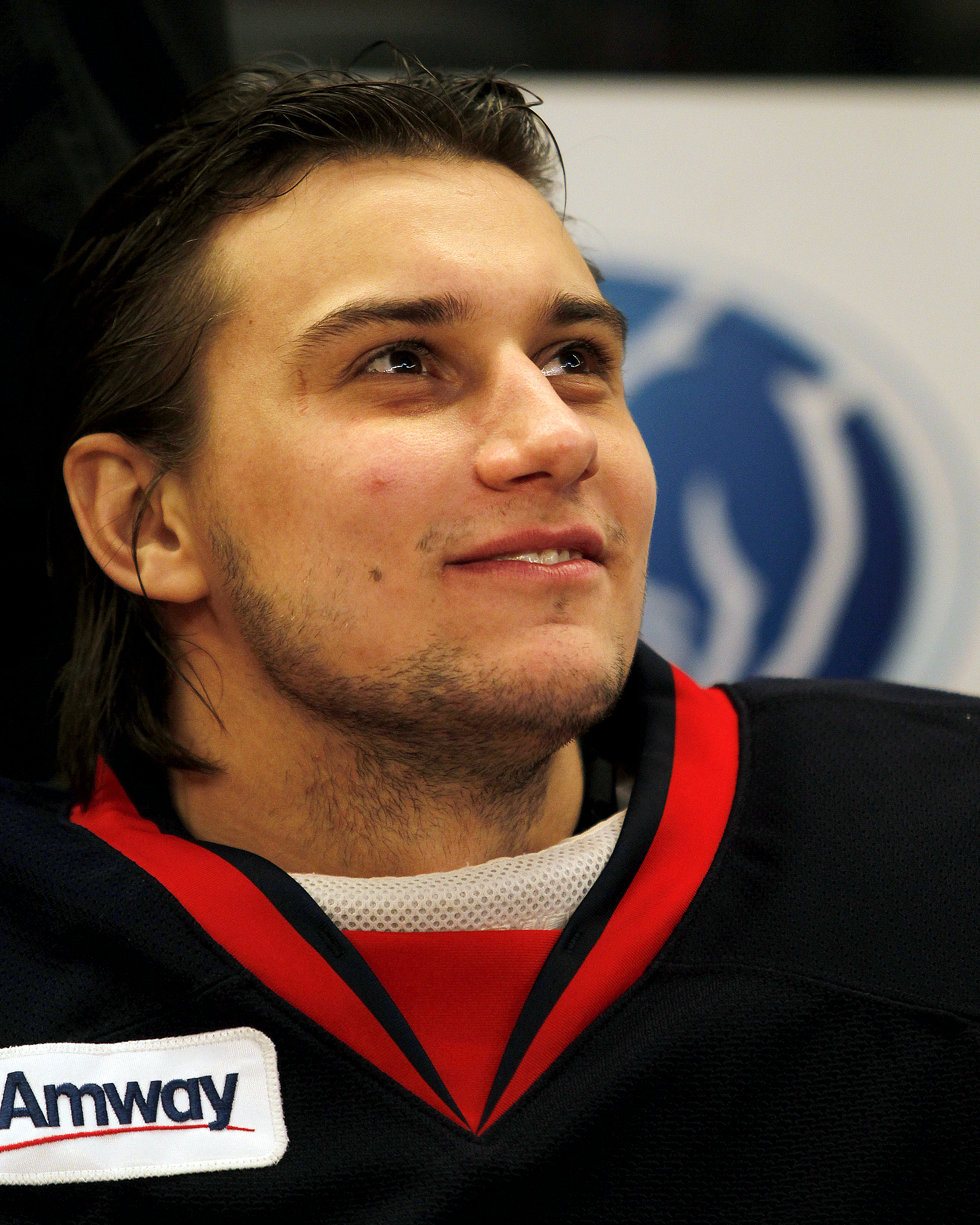
Petr Mrázek (2013)

Der Tscheche wechselte daraufhin nach Nordamerika, worüber zwischen seinem Ausbildungsklub aus Vítkovice und dem tschechischen Eishockeyverband ein Disput entstand. Der Torwart blieb davon aber unbeeindruckt und spielte mit den 67’s eine gute Rookiesaison, in deren Anschluss er mit der F. W. „Dinty“ Moore Trophy für den geringsten Gegentorschnitt unter allen Torhüterneulingen prämiert wurde. Zudem erfolgte die Berufung ins Second All-Rookie-Team der Liga und die Wahl im KHL Junior Draft 2010 durch den HK Budiwelnik Kiew in der siebten Runde an 188. Stelle. Darüber hinaus wurde er auch im NHL Entry Draft 2011 in der fünften Runde an 141. Stelle von den Detroit Red Wings gezogen. In seiner zweiten OHL-Spielzeit, in der er deutlich mehr Einsätze erhielt, wurde er ins Third All-Star-Team gewählt. Nach dem Ausscheiden aus den OHL-Play-offs wurde Mrázek von den Grand Rapids Griffins aus der American Hockey League, dem Farmteam der Red Wings, auf Amateurbasis für den Rest der Spielzeit unter Vertrag genommen.

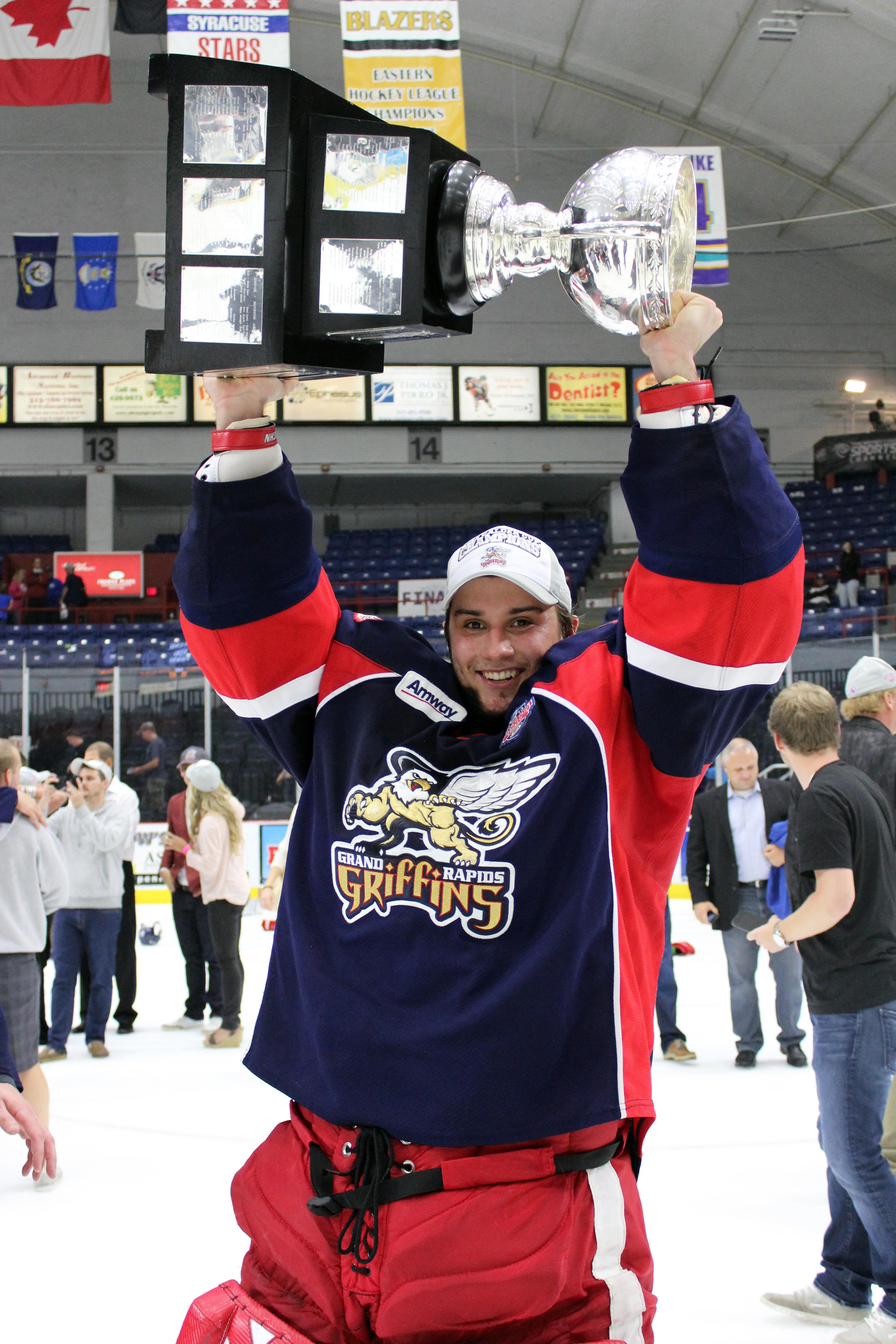
Petr Mrázek mit dem Calder Cup (2013)

Im Laufe der folgenden Spielzeiten erhielt Mrázek mehr und mehr Spielzeit in der NHL, bis er sich in der Saison 2015/16 endgültig als Stammtorhüter der Red Wings etablierte und somit Jimmy Howard verdrängte. Nach knapp fünfeinhalb Jahren in der Organisation der Red Wings wurde der Tscheche allerdings im Februar 2018 an die Philadelphia Flyers abgegeben, die damit auf die Verletzungen von Brian Elliott und Michal Neuvirth reagierten. Im Gegenzug erhielt Detroit mindestens ein Viertrunden-Wahlrecht für den NHL Entry Draft 2018, das bis auf ein Wahlrecht für die zweite Runde aufgewertet werden könnte, je nachdem, wie die Flyers in den Playoffs abschneiden und wie viele Partien Mrázek dabei gewinnt. Außerdem sollte ein weiteres Drittrunden-Wahlrecht im NHL Entry Draft 2019 nach Detroit gehen, falls der Torwart nach der Saison 2017/18 einen neuen Vertrag in Philadelphia unterzeichnet. Dies erfüllte sich in der Folge nicht, da Mrázek im Juli 2018 als Free Agent zu den Carolina Hurricanes wechselte.
In Carolina kam er drei Jahre regelmäßig zum Einsatz, bevor sein auslaufender Vertrag nach der Spielzeit 2020/21 nicht verlängert wurde. In der Folge wechselte er, abermals als Free Agent, zu den Toronto Maple Leafs. Diese statteten ihn mit einem Dreijahresvertrag aus, der ihm ein durchschnittliches Jahresgehalt von 3,8 Millionen US-Dollar einbringen soll. Bereits nach einer Spielzeit jedoch wurde der Tscheche im Rahmen des NHL Entry Draft 2022 an die Chicago Blackhawks abgegeben, die zusätzlich ein Erstrunden-Wahlrecht (25. Position) in diesem Draft erhielten. Die Maple Leafs bekamen im Gegenzug aufgrund des hohen Gehalts sowie der nicht überzeugenden Leistungen im Vorjahr nur ein Zweitrunden-Wahlrecht (38. Position), ebenfalls für den Draft 2022.
In Chicago kam Mrázek in der Folge regelmäßig zum Einsatz, bis ihn die Blackhawks im März 2025 samt Craig Smith an die Detroit Red Wings abgaben und dafür Joe Veleno erhielten. Der Tscheche kehrte somit zu seinem früheren Arbeitgeber zurück. Bereits im Juni 2025 allerdings wurde er samt einem Zweitrunden-Wahlrecht im NHL Entry Draft 2027 sowie einem Viertrunden-Wahlrecht im NHL Entry Draft 2026 zu den Anaheim Ducks transferiert, während dafür sein Torhüter-Kollege John Gibson nach Detroit wechselte.

### International
Mrázek vertrat sein Heimatland Tschechien bei der U18-Junioren-Weltmeisterschaft 2009 und U20-Junioren-Weltmeisterschaft 2012. Bei der U18-Junioren-Weltmeisterschaft 2009, die die Tschechen auf dem sechsten Rang abschlossen, stand Mrázek hinter Filip Novotný und Marek Mazanec nur als dritter Torhüter im Kader und blieb ohne Einsätze. Lediglich in zwei der sechs Partien nahm er auf der Ersatzbank Platz. Weitere Auftritt bei Junioren-Weltmeisterschaften wurden zunächst dadurch verhindert, da es zwischen seinem Ausbildungsklub und dem tschechischen Eishockeyverband einen Disput über den entschädigungslosen Wechsel nach Nordamerika gegeben hatte. Erst drei Jahre später war er bei der U20-Junioren-Weltmeisterschaft 2012 Stammtorwart der Tschechen und führte das Team mit seinen Leistungen in die Finalrunde. Dort belegte das Team am Ende den fünften Rang. Der Torhüter wurde als bester Schlussmann des Wettbewerbs ausgezeichnet und in das All-Star-Team des Turniers berufen.
Im Seniorenbereich debütierte Mrázek bei der Weltmeisterschaft 2012, bei der jedoch zu nur neun Minuten Einsatzzeit kam. Erneut in den Kader der A-Nationalmannschaft wurde er zum World Cup of Hockey 2016 sowie zur Weltmeisterschaft 2017 berufen. Weitere Einsatzminuten sammelte der Schlussmann im Rahmen der Weltmeisterschaft 2024, als er zweiter Torwart hinter Lukáš Dostál fungierte. Mit dem Team gewann er am Turnierende die Goldmedaille.

## Erfolge und Auszeichnungen
| - 2009 Tschechischer U18-Meister mit dem HC Vítkovice Steel - 2009 Tschechischer U20-Meister mit dem HC Vítkovice Steel - 2010 F. W. „Dinty“ Moore Trophy - 2010 OHL Second All-Rookie-Team - 2010 OHL-Torwart des Monats Dezember | - 2011 OHL Third All-Star-Team - 2013 Teilnahme am AHL All-Star Classic - 2013 Calder-Cup-Gewinn mit den Grand Rapids Griffins - 2014 AHL Second All-Star Team |

### International
- 2012 Bester Torwart der U20-Junioren-Weltmeisterschaft
- 2012 All-Star-Team der U20-Junioren-Weltmeisterschaft
- 2012 Bronzemedaille bei der Weltmeisterschaft
- 2024 Goldmedaille bei der Weltmeisterschaft

## Karrierestatistik
Stand: Ende der Saison 2024/25

### International
Vertrat Tschechien bei:
| - U18-Junioren-Weltmeisterschaft 2009 - U20-Junioren-Weltmeisterschaft 2012 - Weltmeisterschaft 2012 | - World Cup of Hockey 2016 - Weltmeisterschaft 2017 - Weltmeisterschaft 2024 |

(Legende zur Torhüterstatistik: GP oder Sp = Spiele insgesamt; W oder S = Siege; L oder N = Niederlagen; T oder U oder OT = Unentschieden oder Overtime- bzw. Shootout-Niederlage; Min. = Minuten; SOG oder SaT = Schüsse aufs Tor; GA oder GT = Gegentore; SO = Shutouts; GAA oder GTS = Gegentorschnitt; Sv% oder SVS% = Fangquote; EN = Empty Net Goal; 1 Play-downs/Relegation; Kursiv: Statistik nicht vollständig)